# Accomplissement personnel
L'accomplissement personnel (ou accomplissement de soi) constitue l'une des motivations fondamentales d'un certain nombre d'êtres humains.
L'origine de cette motivation varie sensiblement selon les individus. Elle peut trouver sa source dans un désir de plénitude comme dans la satisfaction de divers besoins concrets et la quête de reconnaissance sociale.
Dans le milieu du management, on préfère utiliser l'expression « développement personnel ».

## Maslow

Pyramide des besoins (selon Abraham Maslow).

En 1943, l'Américain Abraham Maslow place l'accomplissement personnel au sommet de sa "pyramide des besoins" : il constitue selon lui une forme de recherche du bonheur.

## Misrahi
En 2004, le philosophe français Robert Misrahi conçoit l'accomplissement personnel comme un parachèvement récurrent de ce que le sujet a vécu auparavant et de la façon dont il l'a pour une part essentielle créé.[pas clair]
Il s'agit selon lui d'un processus dynamique animé par le désir et d'un projet global constamment renouvelé par les capacités créatives de tout individu quel que soit le sentiment d'accomplissement à un moment donné.[pas clair]
Le mot tient la première place d'un de ses ouvrages où il souligne ce qu'a de paradoxale cette position alphabétiquement occupée par un concept qui s'apparente pourtant davantage à un objectif qui pourrait aussi bien être précisé seulement en fin de l'ouvrage, tout ce qui précède n'en étant que des conditions ou facteurs ou une initiation.[pas clair]
Sans en expliciter les raisons, Misrahi ne conçoit pourtant pas l'accomplissement comme la réalisation de quelque virtualité personnelle, préférant souligner la motivation à l'accomplissement induite en permanence par le plaisir et la joie d'inventer sa vie, notamment dans une œuvre[pas clair].